# Panmunjeom
Cet article concerne le village de Panmunjeom. Pour la « zone commune de sécurité », voir Joint Security Area.
Panmunjeom (P'anmunjŏm, hangeul : 판문점 ; hanja : 板門店 ; littéralement : magasin de portes en (planche de) bois) est le nom d'un ancien village aujourd'hui disparu de la zone démilitarisée (DMZ) situé en Corée du Nord à moins de 500 mètres de la frontière intercoréenne, dans la province de Hwanghae du Nord. La ville importante la plus proche est celle de Kaesong qui se trouve à 10 km à l'ouest, tandis que la zone industrielle de Kaesong est à environ 5 kilomètres au sud-ouest.
Son nom est associé à la signature le 27 juillet 1953 de l'armistice mettant fin aux combats de la guerre de Corée, les deux pays étant encore aujourd'hui officiellement en guerre, car aucun traité de paix n'a été signé. Le village en lui-même qui était composé d'une dizaine de huttes en paille et d'un petit magasin (jeom en coréen), se situait sur le côté sud de la route menant de Kaesong à Séoul, tandis que le bâtiment dans lequel cet accord fut paraphé se trouve en face sur le côté nord de la route (37° 57′ 40″ N, 126° 39′ 52″ E). Il abrite désormais le Musée de la paix de Corée du Nord.
La Joint Security Area (« zone commune de sécurité ») dans laquelle les négociations inter-coréennes se déroulent, débute à 350 mètres à l'est du village au delà de la rivière Sachon, laquelle marque la frontière avec la Corée du Sud sur environ 1,5 km en aval du pont de Non-retour.